# DRIVE TO 2000
DRIVE TO 2000（ドライヴ トゥー ニセン）は、1999年に新宿LOFTで開催されたロック・フェスティバル。テレグラフ・ファクトリーの地引雄一の呼びかけにより実現した。本項では、同じく新宿LOFTで開催された、1979年の「DRIVE TO 80's（ドライヴ トゥー エイティーズ）」、2009年の「DRIVE TO 2010（ドライヴ トゥー ニセンジュウ）」についても併せて記述する。

## 概要
1980年代に向けて、1979年8月28日から9月2日まで、新宿LOFTで「DRIVE TO 80's」が開催された。当時の新宿LOFTは西新宿にあった。これがのちの「DRIVE TO」シリーズの原型となった。
2000年代に向けて、1999年10月25日から10月31日までの7日間にわたり、新宿LOFTで「DRIVE TO 2000」が開催された。
2010年代に向けて、2009年10月5日から11月7日までの約1か月間にわたり、新宿LOFTで「DRIVE TO 2010」が開催された。

## DRIVE TO 80's

### 出演者
出典：Eater Online「DRIVE TO 80's」
- FRICTION
- アーント・サリー
- 不正療法
- HI-ANXIETY
- プラスチックス
- 自殺
- NOISE（工藤冬里・大村礼子）
- FLESH
- S-KEN
- ヒカシュー
- ミスター・カイト
- ザ・スタークラブ
- ミラーズ
- 8 1/2
- SYZE（サイズ）
- P-MODEL
- LIZARD
- マリア023 - NON BANDのノン、AUTO-MODのGENET（ジュネ）のバンド。
- 突然段ボール
- ノン（NON BANDの女性ボーカル）
- MOLUGU（モルグ）
- BOYS BOYS - 1978年結成のガールズ・パンク・バンド。ZELDAの小嶋さちほが参加[5]。
- 螺旋
- バナナリアンズ

## DRIVE TO 2000

### 出演者

#### 1999年10月25日（月）
Aステージ
- MONGHANG
- 青木マリ
- 冴島奈緒
- スタークラブ
- くじら（杉林恭雄、キオト、楠均）
- 灰野敬二
- 大槻ケンヂ with 猫対犬
- DJ 常盤響

Bステージ＜FLESH NIGHT#1＞
- レモンフーリガン
- ハイワット・エレクトリック
- トラビスビータ
- カメラマンズ
- A.N.T.（ボーカル：イズミコウジロウ）

#### 1999年10月26日（火）
Aステージ
- ゴージャラス with明和電機
- TV JESUS
- ECD
- 面影ラッキーホール
- ファンシネBAND
- SPOOZYS
- Loopus
- S-KEN&HOT BOM BOMS

Bステージ＜FLESH NIGHT#2＞
- DER EISENROST
- くらげちゃん
- 山田冷蔵庫王
- 笹塚一軒家

#### 1999年10月27日（水）
Aステージ
- RedBeans
- ザ・シンセサイザーズ（ケラ）
- サヨコ（高橋佐代子、ZELDA）
- HI-POSI
- 原マスミ
- 東京ブラボー（高木完、ブラボー小松、岡野ハジメ、坂本みつわ）
- DJ 水本アキラ

Bステージ＜ギロチン兄弟NIGHT～オルタナナイト～＞
- 「FRICTION "DUMB NUMB VIDEO"」（監督：石井總亙）
- ギロチン兄弟
- 石橋正二郎
- コンクリーツ（清水寛）

##### 1999年10月27日（水）深夜イベント
Aステージ＜IN THE MIDNIGHT HOURS＞
- スペースポンチ
- Suzuki K1 7.5cc（鈴木慶一）
- クレイジーケンバンド
- DEADCOPY
- サエキけんぞう
- ミラクルマン
- DJ 永田一直

Bステージ
- ジェリーフィッシュ
- 千葉レーダ
- 山下学園
- トロピカル大臣

#### 1999年10月28日（木）
Aステージ
- 発作モンキーズ
- ディフェランス（北村昌士）
- AUTO-MOD
- さかな
- ＃9（BAKI）
- 東京タワーズ
- ロリータ18号
- DJ M.C.BOO featuring LATIN RASKAZ（脱線3）

Bステージ＜幻の名盤解放同盟＞
- 「THE STALIN "絶賛解散中"」（監督：石井聰互）
- カイビャクモン
- 根本敬+湯浅学+船橋英雄
- わかたけ

#### 1999年10月29日（金）
Aステージ
- OUR HOUR
- Big Picture（Phew）
- チコ・ヒゲ&ザ・ユニット
- 遠藤ミチロウ
- 宍戸留美
- DEMI SEMI QUAVER
- DJ SUGIURAMN

Bステージ＜京浜兄弟社NIGHT＞
- ビーイング・ビューティアス（ex.クララサーカス）
- もすけさん（林茂助）
- 京浜兄弟社オールスターズ（岸野雄一、加藤賢崇）

##### 1999年10月29日（金）深夜イベント
Aステージ＜手塚眞&あがた森魚 キネマの夜＞
- 恒松正敏&VISIONS
- 捏造と贋作（上野耕路+久保田真吾）
- あがた森魚
- 橋本一子
- TIL（奥平イラ）
- 甲田益也子（dip in the pool）
- FILMS
- DJ 小暮秀夫

Bステージ＜「白痴」「港のロキシー」完成記念＞
- 手塚眞
- あがた森魚

#### 1999年10月30日（土）
Aステージ
- スカイフィッシャー
- ラブジョイ
- 突然段ボール
- ダブスクワッド
- 非常階段
- メトロファルス
- DJ コッコちゃん（スペースカンフーマン）

Bステージ＜インターネット・ディスクジョッキーNIGHT＞
- 平沢進
- 加藤賢崇
- ホッピー神山
- 沖山淳史
- Yセツ王（YMO完全コピーバンド）
- 松武秀樹

##### 1999年10月30日（土）深夜イベント
Aステージ＜Declare1999 by ヒゴヒロシ Thanks for relationship party＞
- ROVO
- WAX
- DJ HI-GO (Spiral Freak)
- DJ ERA (Spiral Freak)
- DJ MIKI&More

Bステージ＜Dead night＞
- DJ MIKI
- DJ TOSHI

#### 1999年10月31日（日）
Aステージ
- バケラッタ
- QYPTHONE
- 小川美潮 ウズマキマズウ
- PRAHA
- Blue movee
- ヴァージンVS
- eX-Girl（英語版）
- ヒカシュー
- DJ 加藤賢崇

Bステージ＜ナイロン100hpa by ケラ 特別公演＞
- パニックスマイル
- n.h.k.
- ザ・ティーチャーズ
- ヤング100V
- SKOOTER

## DRIVE TO 2010
出典：EATER Online「DRIVE TO 2010 開催概要」
- 主催 - 新宿LOFT
- 企画 - STREET SURVIVOR 2010、ロフトプロジェクト
- オーガナイザー - 地引雄一（テレグラフ・ファクトリー）、清水寛（コンクリーツ）、サエキけんぞう
- プロデューサー - サミー前田、石戸圭一、小野島大、森早起子、マツモトキノコ、小暮秀夫
- ビジュアルデザイン - 河村庸輔
- ウェブ担当 - 沖山淳史

### 出演者
出典：EATER Online「DRIVE TO 2010 スケジュール表（2009/10/18現在 出演確定アーチスト）」